# Međulužje
Međulužje es una población rural de la municipalidad de Mladenovac, en el distrito de Belgrado, Serbia.

## Superficie
Posee una superficie de 13,85 kilómetros cuadrados.

## Demografía
Hasta 2011 la población era de 2751 habitantes, con una densidad de población de 198,6 habitantes por kilómetro cuadrado.